# Architecture Antebellum
Pour l’article homonyme, voir Antebellum.

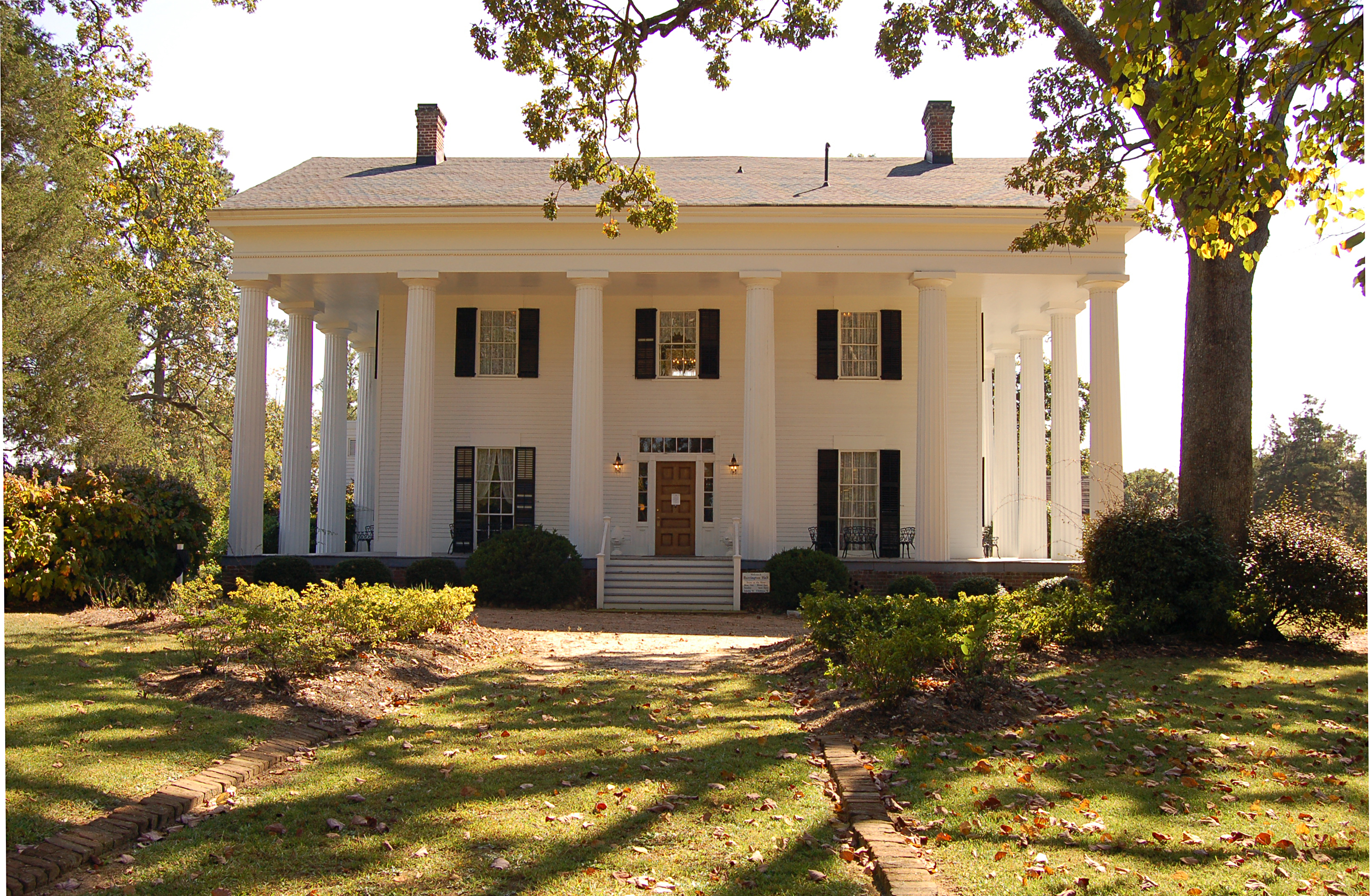
Bâtiment d'architecture d'avant-guerre datant de 1842, Géorgie, États-Unis.

L'architecture Antebellum aussi appelée architecture d'avant-guerre est une architecture caractéristique de la période précédant la Guerre de Sécession survenue en 1861 aux États-Unis. 
Cette architecture est souvent caractérisée par des façades symétriques en briques ou blanchies à la chaux et des colonnes de style Greek Revival. 

## Histoire

Kensington Manor, Caroline du Sud, États-Unis.

Le terme Antebellum est un mot latin signifiant « avant la guerre » (ante : « avant », bellum : « guerre »).
Dans l’histoire des États-Unis et l’historiographie de ce pays, le nom Antebellum est souvent utilisé (et plus spécialement dans le Sud américain) pour faire référence à la période de la montée du séparatisme conduisant à la guerre de Sécession, plutôt qu’au terme pre-Civil War (« avant la guerre civile »). Dans ce contexte, l’Antebellum peut débuter avec la loi Kansas-Nebraska en 1854 ou même plus tôt en 1812[réf. souhaitée]. Cette période est quelquefois appelée le Vieux Sud (Old South).